# Wisława Noskiewicz

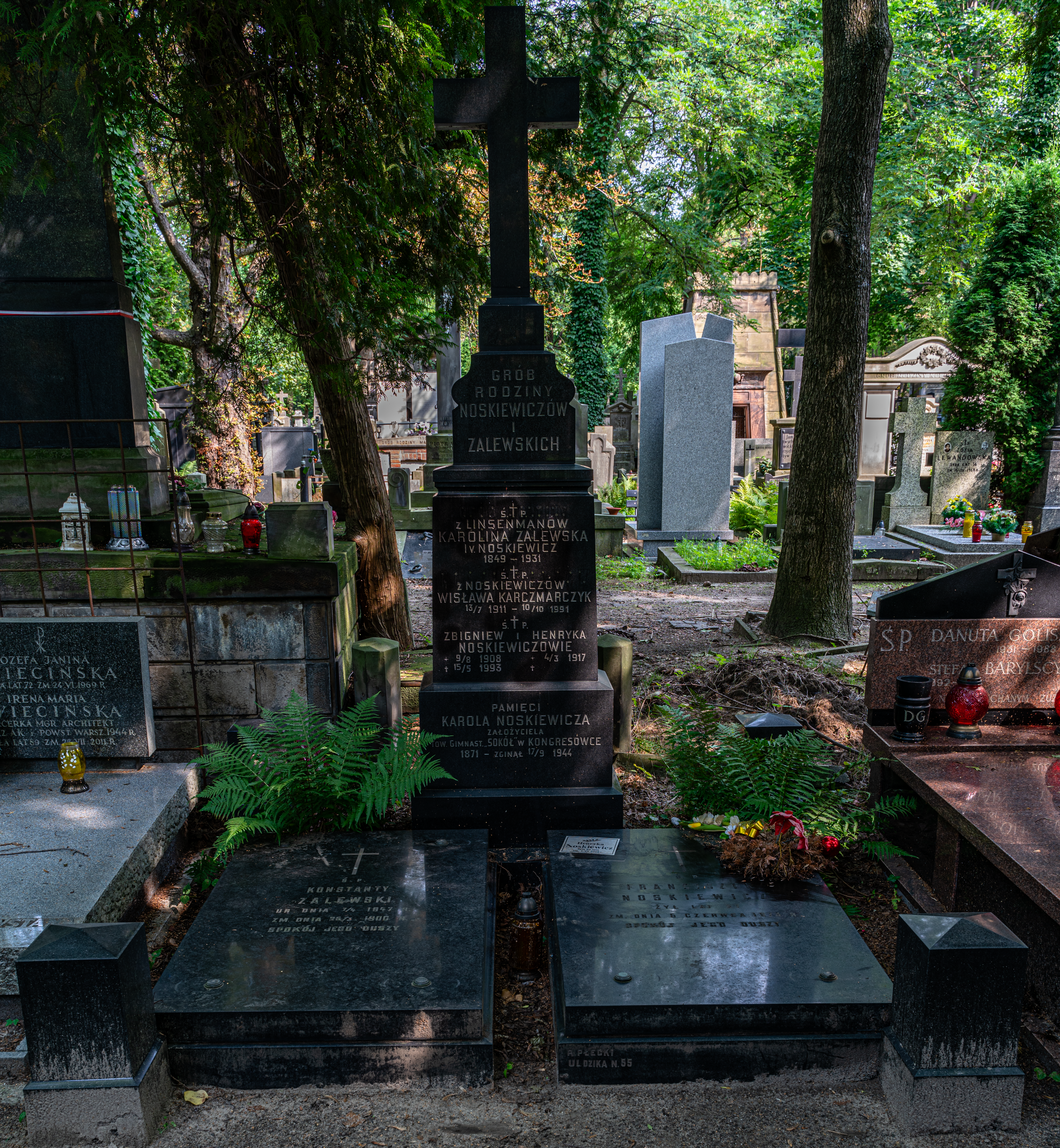
Grób Wisławy Noskiewicz na cmentarzu Powązkowskim

Wisława Noskiewicz (ur. 13 lipca 1911 w Warszawie, zm. 10 października 1991 tamże) – gimnastyczka, nauczyciel akademicki, olimpijka z Berlina 1936.
Była czołową gimnastyczką sportową Polski przed II wojną światową. W 1935 roku zdobyła brązowy medal mistrzostw Polski w wieloboju gimnastycznym. Była mistrzynią Polski w 1936 r. w ćwiczeniach wolnych. Podczas mistrzostw świata w 1938 r. zajęła 19 miejsce indywidualnie a 3 wraz z koleżankami z drużyny w wieloboju gimnastycznym.
Na igrzyskach olimpijskich w 1936 r. zajęła 6 miejsce w wieloboju drużynowym.
Podczas okupacji niemieckiej wstąpiła do AK (ps. „Wisła”). Jako sanitariuszka brała udział w powstaniu warszawskim (zgrupowanie „Ruczaj”).
Po zakończeniu II wojny światowej rozpoczęła pracę dydaktyczną na AWF w Warszawie. Była działaczem Polskiego Związku Gimnastycznego oraz sędzią międzynarodowym.
Została pochowana na cmentarzu Powązkowskim (kwatera 45-2-9/10).